# Drehbuchauszug
Unter einem Drehbuchauszug versteht man die Zusammenfassung einer Drehbuchszene bzw. deren Herunterbrechen auf für die Dreharbeiten relevante Informationen. Treffenderweise heißt der Drehbuchauszug im Englischen auch Scene Breakdown.
Drehbuchauszüge werden in der Regel vom Regieassistenten auf Grundlage des Drehbuchs noch vor der Erstellung des Drehplans angefertigt. 

## Funktion
Aus einem Drehbuchauszug geht hervor:
- zu welcher Tages  oder Nachtzeit spielt die Szene (Angaben TAG / NACHT / Dämmerung),
- spielt die Szene in einem geschlossenen Raum oder draußen (INT. / EXT.),
- an welchem Motiv spielt die Szene und an welchem Spieltag,
- wie lang ist die Szene ungefähr (Vorstoppzeit, Achtel),
- was passiert in der Szene (kurze Inhaltsangabe von ein bis 2 Sätzen),
- welche Figuren treten in der Szene auf und welche und wie viele Komparsen.

Außerdem enthält ein Drehbuchauszug eine Liste der in der Szene benötigten bzw. auftauchenden  Ausstattung, Requisiten, Kostüme, Fahrzeuge, Tiere und Spezialeffekte. Ebenfalls vermerkt es Besonderheiten zu den Bereichen MakeUp, Kamera, Licht und Produktion. Drehbuchauszüge sind heutzutage auch Bestandteil von Drehplansoftware, da die hier enthaltenen Informationen in den Drehplan einfließen. In den meisten Programmen ist das Anlegen von Drehbuchauszügen die Voraussetzung für das Erstellen des Drehplans.